# 輪廓總長
輪廓總長（Contour length）是高分子物理術語，意即聚合物展開後的實際長度。